# Takayuki Yoshida
Takayuki Yoshida (født 14. marts 1977) er en tidligere japansk fodboldspiller og træner.
Han har spillet for flere forskellige klubber i sin karriere, herunder Oita Trinita og Vissel Kobe.
Han har tidligere trænet Vissel Kobe.